# Liste der Biografien/Fish
Liste der Biografien |
Portal Biografien |
Personensuche
# |
A |
B |
C |
D |
E |
F |
G |
H |
I |
J |
K |
L |
M |
N |
O |
P |
Q |
R |
S |
T |
U |
V |
W |
X |
Y |
Z |
?
 
Fa |
Fe |
Ff |
Fh |
Fi |
Fj |
Fk |
Fl |
Fm |
Fn |
Fo |
Fr |
Ft |
Fu |
Fy
 
Fia |
Fib |
Fic |
Fid |
Fie |
Fif |
Fig |
Fih |
Fii |
Fij |
Fik |
Fil |
Fim |
Fin |
Fio |
Fip |
Fiq |
Fir |
Fis |
Fit |
Fiu |
Fiv |
Fix |
Fiz
 
Fisa |
Fisb |
Fisc |
Fise |
Fish |
Fisi |
Fisk |
Fisl |
Fism |
Fiso |
Fisq |
Fiss |
Fist |
Fisu |
Fisz
Die Liste der Biografien führt alle Personen auf, die in der deutschsprachigen Wikipedia einen Artikel haben. Dieses ist eine Teilliste mit 226 Einträgen von Personen, deren Namen mit den Buchstaben „Fish“ beginnt.

## Fish
- Fish (* 1958), schottischer Sänger
- Fish II, Hamilton (1849–1936), US-amerikanischer Politiker
- Fish III, Hamilton (1888–1991), US-amerikanischer Politiker
- Fish, Albert (1870–1936), US-amerikanischer SerienmörderAlbert Fish (1870–1936)

Albert Fish (1870–1936)

- Fish, Bobby (* 1976), amerikanischer Wrestler
- Fish, Elizabeth (1860–1944), Lehrerin und Präsidentin des Educational Institute of Scotland
- Fish, Eric (* 1969), deutscher Sänger und Musiker
- Fish, Erik (* 1952), kanadischer Schwimmer
- Fish, Fred (1952–2007), US-amerikanischer Computerprogrammierer
- Fish, Gennadij (* 1973), deutscher Schachgroßmeister ukrainischer Herkunft
- Fish, George (1895–1977), US-amerikanischer Rugby-Union-Spieler und Urologe
- Fish, Ginger (* 1965), US-amerikanischer Schlagzeuger
- Fish, Graeme (* 1997), kanadischer Eisschnellläufer
- Fish, Hamilton (1808–1893), US-amerikanischer Politiker
- Fish, Hamilton IV (1926–1996), US-amerikanischer Jurist und Politiker
- Fish, Jenny (* 1949), US-amerikanische Eisschnellläuferin
- Fish, Mardy (* 1981), US-amerikanischer Tennisspieler
- Fish, Maree (* 1963), australische Hockeyspielerin
- Fish, Mark (* 1974), südafrikanischer Fußballspieler
- Fish, Nicholas (1758–1833), amerikanischer Rechtsanwalt, Offizier und Politiker
- Fish, Nino (* 1989), deutsch-französischer DJ, Musikproduzent
- Fish, Rhiannon (* 1991), australische Schauspielerin
- Fish, Robert L. (1912–1981), US-amerikanischer Schriftsteller
- Fish, Samantha (* 1989), US-amerikanische Blues- und Country-Gitarristin, Sängerin und SongwriterinSamantha Fish (* 1989)

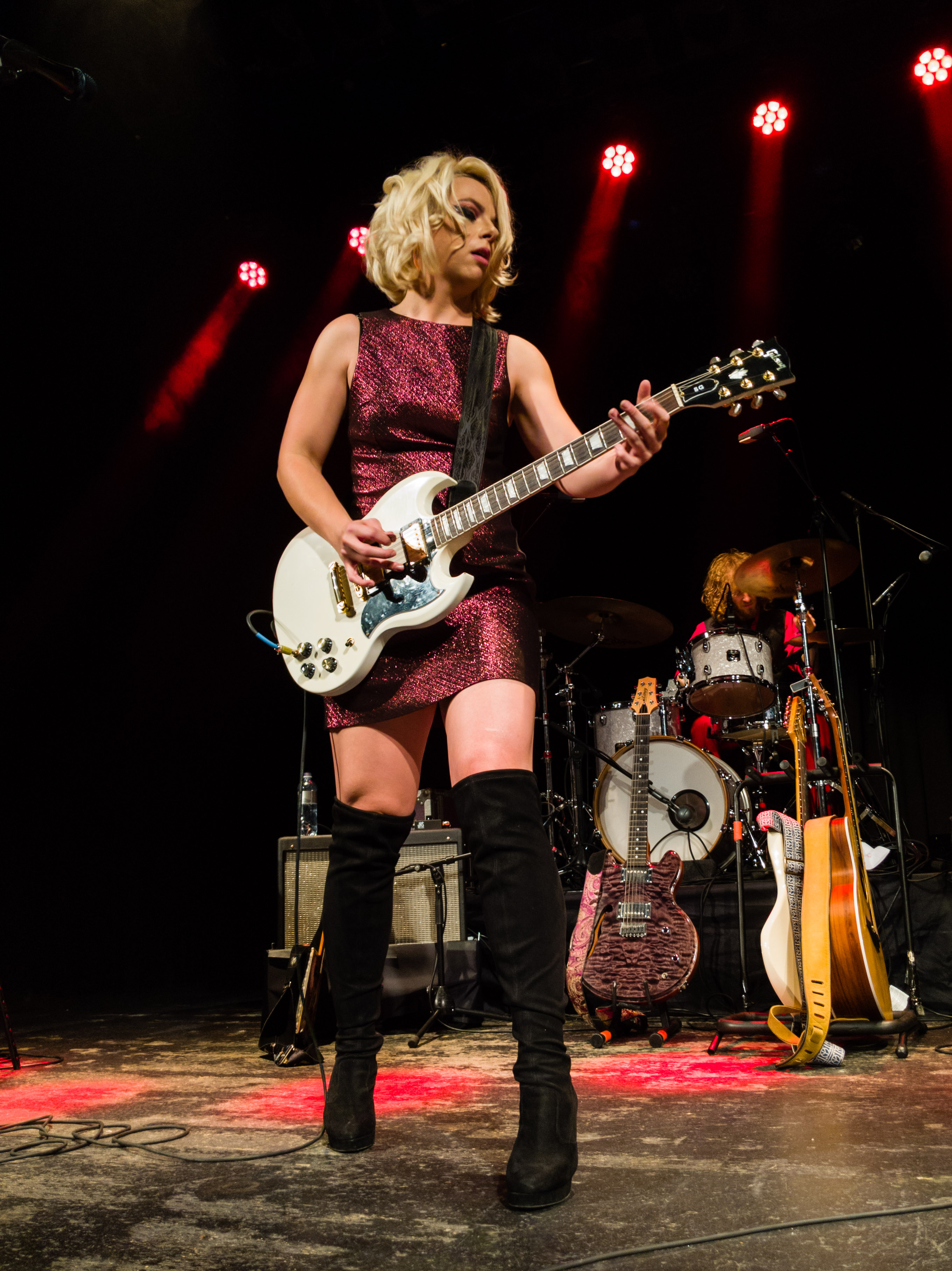
Samantha Fish (* 1989)

- Fish, Simon († 1531), englischer Reformator
- Fish, Stanley (* 1938), US-amerikanischer Literaturwissenschaftler
- Fish, Will (* 2003), englischer Fußballspieler

### Fishb
- Fishback, Dominique (* 1991), US-amerikanische Theater- und Filmschauspielerin
- Fishback, Jeff (* 1941), US-amerikanischer Hindernisläufer
- Fishback, William Meade (1831–1903), US-amerikanischer Politiker, Gouverneur von Arkansas
- Fishbane, Eitan P. (* 1975), US-amerikanischer Hochschullehrer, Judaist, Autor
- Fishbein, Alexander (* 1968), US-amerikanischer Schachspieler
- Fishbein, Martin (1936–2009), US-amerikanischer Psychologe und Professor
- Fishberg, Arthur Maurice (1898–1992), US-amerikanischer Mediziner
- Fishberg, Maurice (1872–1934), jüdischer Arzt und Anthropologe
- Fishburn, Peter (1936–2021), US-amerikanischer Mathematiker
- Fishburne, John W. (1868–1937), US-amerikanischer Politiker
- Fishburne, Laurence (* 1961), US-amerikanischer SchauspielerLaurence Fishburne (* 1961)

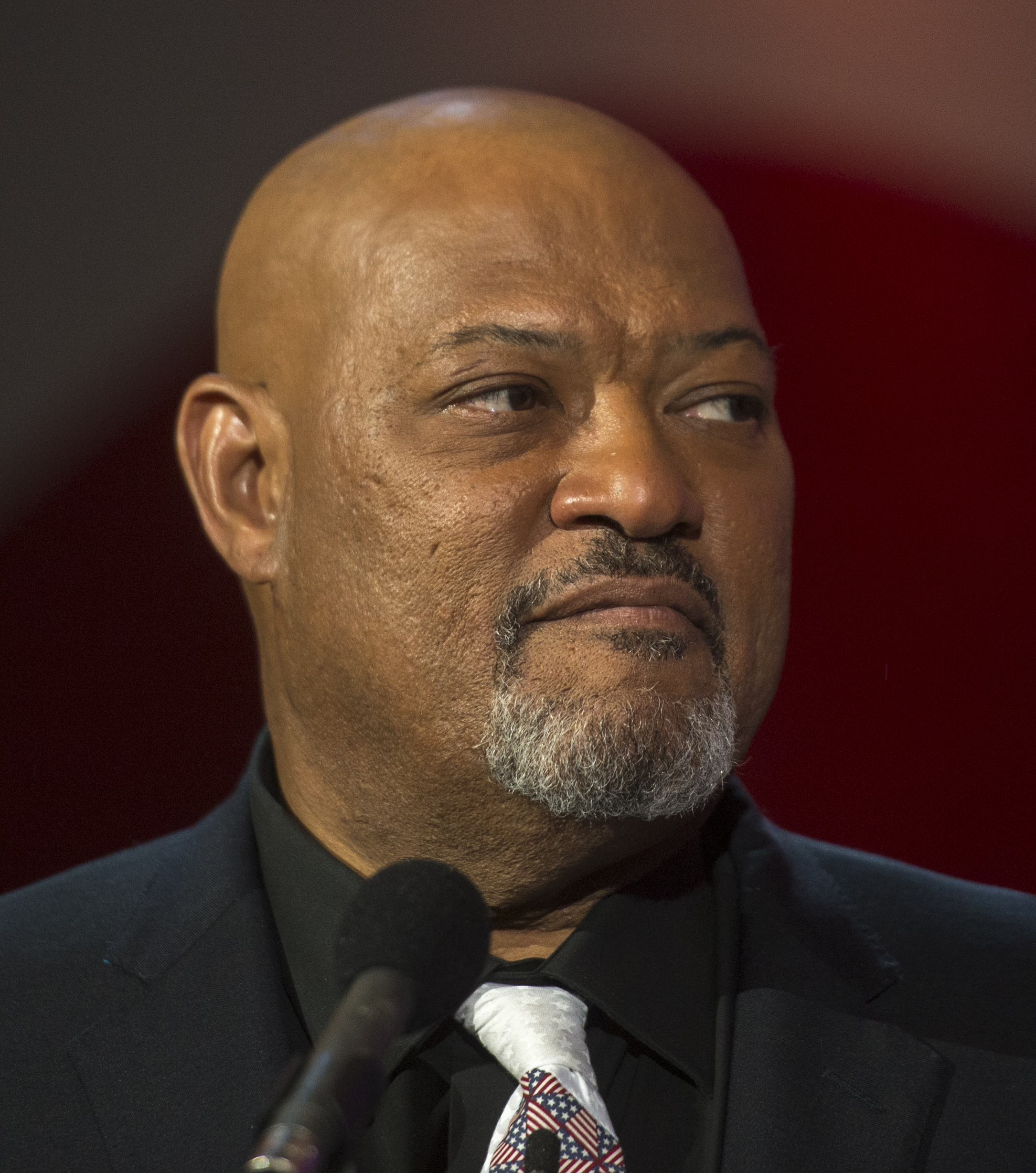
Laurence Fishburne (* 1961)

### Fishe
- Fishel, Danielle (* 1981), US-amerikanische Schauspielerin
- Fishell, Janette (* 1958), US-amerikanische Organistin und Hochschullehrerin
- Fisher (* 1986), australischer Musikproduzent und DJ
- Fisher Landau, Emily (1920–2023), US-amerikanische Kunstsammlerin
- Fisher Turner, Simon (* 1954), englischer Schauspieler und Musiker
- Fisher, Abigail (* 1957), US-amerikanische Skirennläuferin
- Fisher, Adrian (* 1951), britischer Irrgarten-Designer
- Fisher, Albert Kenrick (1856–1948), US-amerikanischer Ornithologe
- Fisher, Alfred (1942–2016), kanadischer Komponist, Pianist und Musikpädagoge
- Fisher, Alison (* 1965), englische Badmintonspielerin
- Fisher, Allison (* 1968), englische Poolbillard- und Snookerspielerin
- Fisher, Alva J. (1862–1947), US-amerikanischer Erfinder
- Fisher, Amy (* 1974), US-amerikanische Attentäterin auf Mary Jo ButtafuocoAmy Fisher (* 1974)

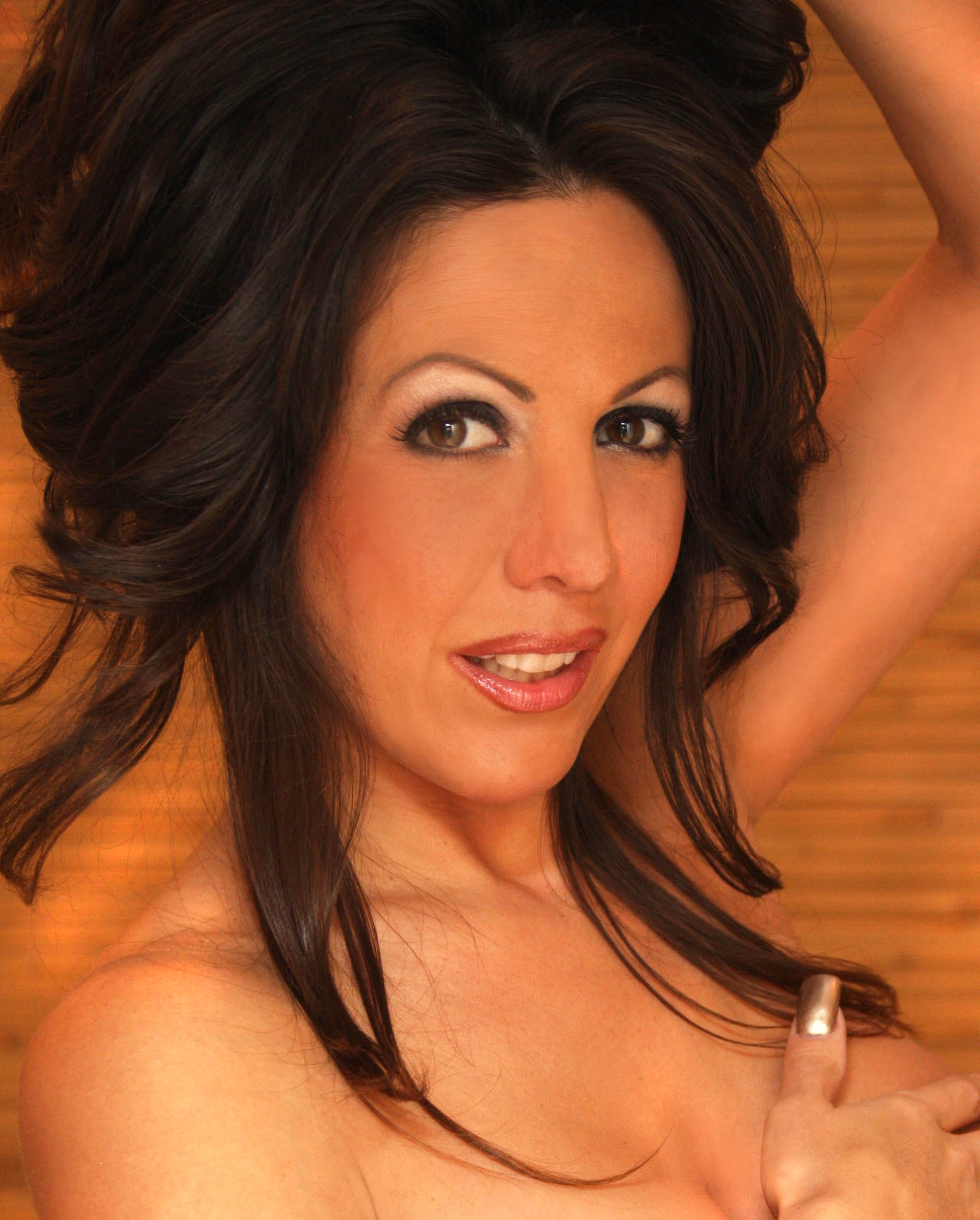
Amy Fisher (* 1974)

- Fisher, Andrew (1862–1928), australischer Politiker und Premierminister
- Fisher, Andrew (* 1991), bahrainischer Sprinter jamaikanischer Herkunft
- Fisher, Anna Lee (* 1949), US-amerikanische Astronautin
- Fisher, Anthony (* 1960), australischer Ordensgeistlicher, römisch-katholischer Erzbischof in Sydney
- Fisher, Antony (1915–1988), britischer Libertärer
- Fisher, Arthur Graham (* 1975), US-amerikanischer Immobilienmakler
- Fisher, Ashley (* 1975), australischer Tennisspieler
- Fisher, Avery (1906–1994), US-amerikanischer Unternehmer, Erfinder und Musikmäzen
- Fisher, Bernard (1918–2019), US-amerikanischer Onkologe und Pionier in der Brustkrebsbehandlung
- Fisher, Bernard (1934–2022), englischer Fußballspieler
- Fisher, Bertie (1878–1972), britischer Generalleutnant
- Fisher, Bouie (1928–2011), US-amerikanischer Boxtrainer
- Fisher, Brandy (* 1975), US-amerikanische Eishockeyspielerin
- Fisher, Brent (* 1983), neuseeländischer Fußballspieler
- Fisher, Bud (1885–1954), US-amerikanischer Cartoonist, Comiczeichner und Regisseur
- Fisher, Carl Graham (1874–1939), US-amerikanischer Unternehmer
- Fisher, Caroline (* 1982), britische Taekwondoin
- Fisher, Carrie (1956–2016), US-amerikanische Schauspielerin und AutorinCarrie Fisher (1956–2016)

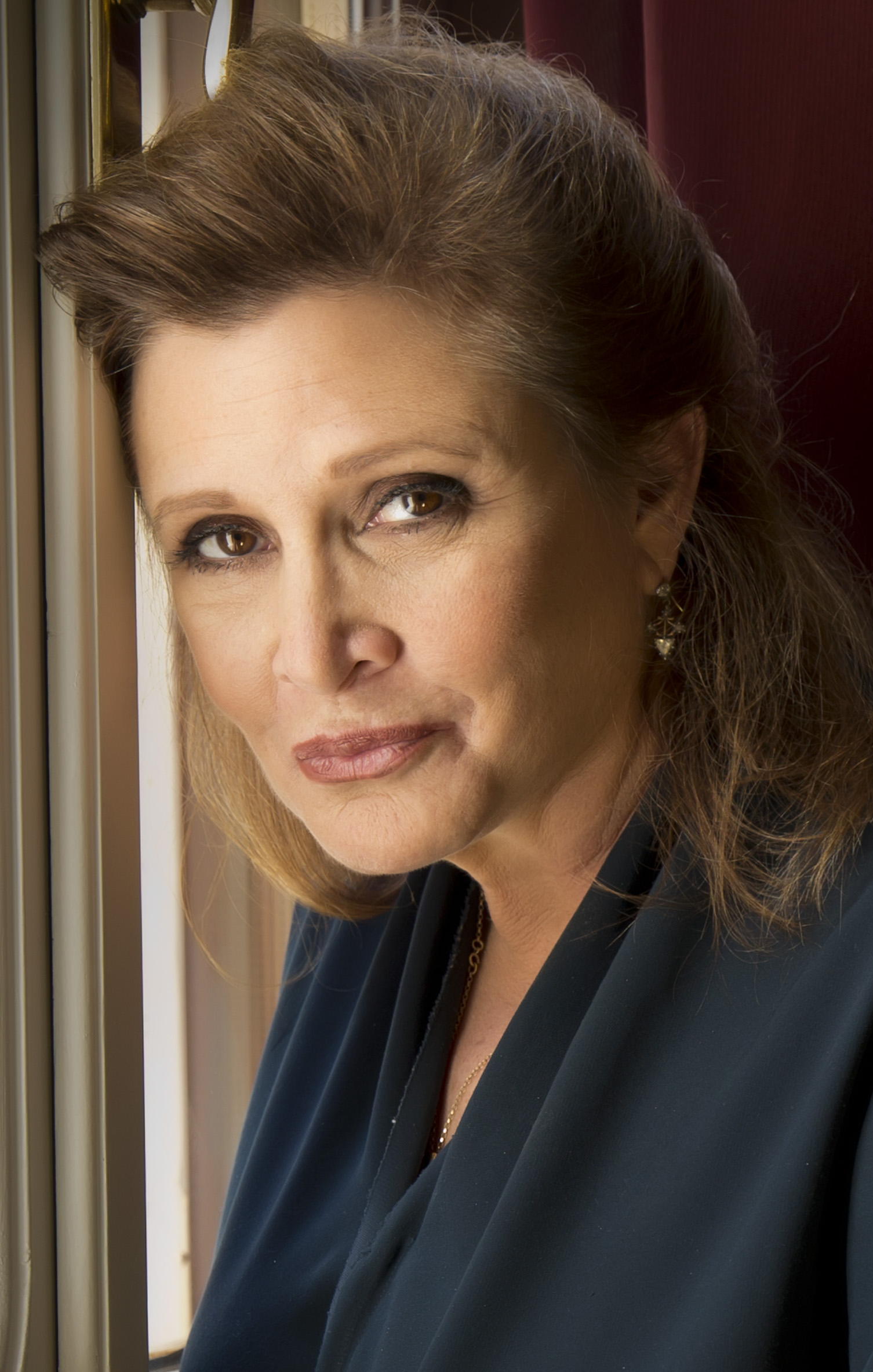
Carrie Fisher (1956–2016)

- Fisher, Charles (1789–1849), US-amerikanischer Politiker
- Fisher, Charles (1808–1880), kanadischer Politiker und Richter
- Fisher, Charles Miller (1913–2012), kanadischer Neurologe
- Fisher, Chris, südafrikanischer Schauspieler
- Fisher, Chris (* 1949), australischer Mittelstreckenläufer
- Fisher, Chris (* 1973), US-amerikanischer Filmregisseur, Drehbuchautor und Filmproduzent
- Fisher, Claire (* 1960), niederländische Unternehmerin, Autorin, Schauspielerin und Sängerin
- Fisher, Corey (* 1988), US-amerikanischer Basketballspieler
- Fisher, Craig (1936–2018), kanadischer Automobilrennfahrer
- Fisher, Dana R. (* 1971), US-amerikanische Soziologin
- Fisher, Daniel S. (* 1956), US-amerikanischer Physiker
- Fisher, Darnell (* 1994), englischer Fußballspieler
- Fisher, David, US-amerikanischer Mathematiker
- Fisher, David (1794–1886), US-amerikanischer Politiker der United States Whig Party
- Fisher, Denys (1918–2002), englischer Spielwarenhersteller
- Fisher, Derek (* 1974), US-amerikanischer BasketballspielerDerek Fisher (* 1974)

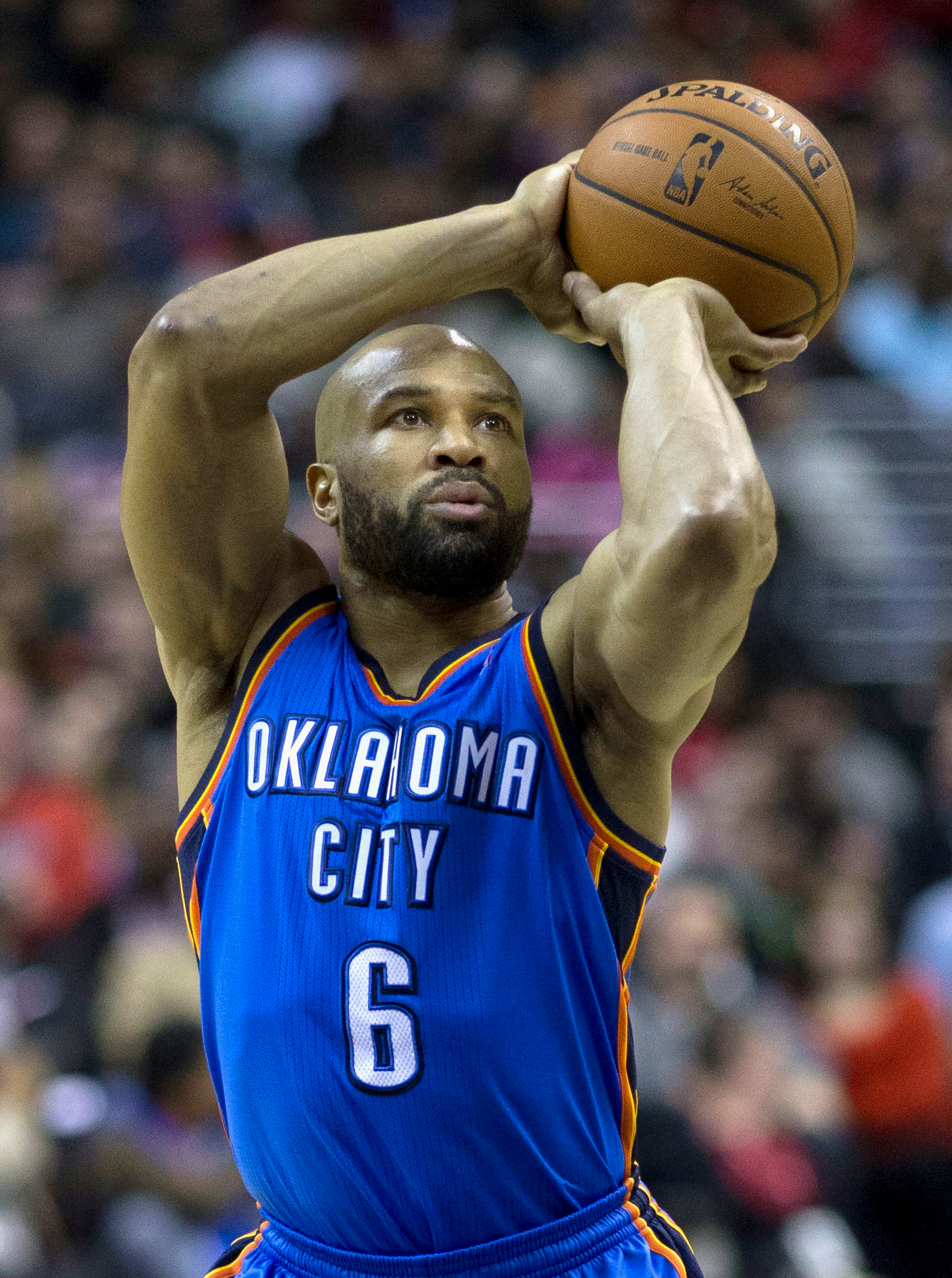
Derek Fisher (* 1974)

- Fisher, Donald G. (1928–2009), US-amerikanischer Unternehmer
- Fisher, Donald W. (1922–2012), US-amerikanischer Geologe und Paläontologe
- Fisher, Doris (1915–2003), US-amerikanische Filmkomponistin
- Fisher, Doris, Baroness Fisher of Rednal (1919–2005), britische Politikerin (Labour Party), Mitglied des House of Commons
- Fisher, Dorothy Canfield (1879–1958), amerikanische Autorin, Pädagogin und Bürgerrechtlerin
- Fisher, Eddie (1928–2010), US-amerikanischer Sänger und Entertainer
- Fisher, Eilidh, britische Schauspielerin
- Fisher, Elizabeth (1924–1982), US-amerikanische Journalistin
- Fisher, Elizabeth F. (1873–1941), US-amerikanische Geologin und Hochschullehrerin
- Fisher, Elsie (* 2003), US-amerikanische Schauspielerin
- Fisher, Eric (* 1991), US-amerikanischer American-Football-Spieler
- Fisher, Erik (* 1985), US-amerikanischer Skirennläufer
- Fisher, Frances (* 1952), britisch-US-amerikanische SchauspielerinFrances Fisher (* 1952)

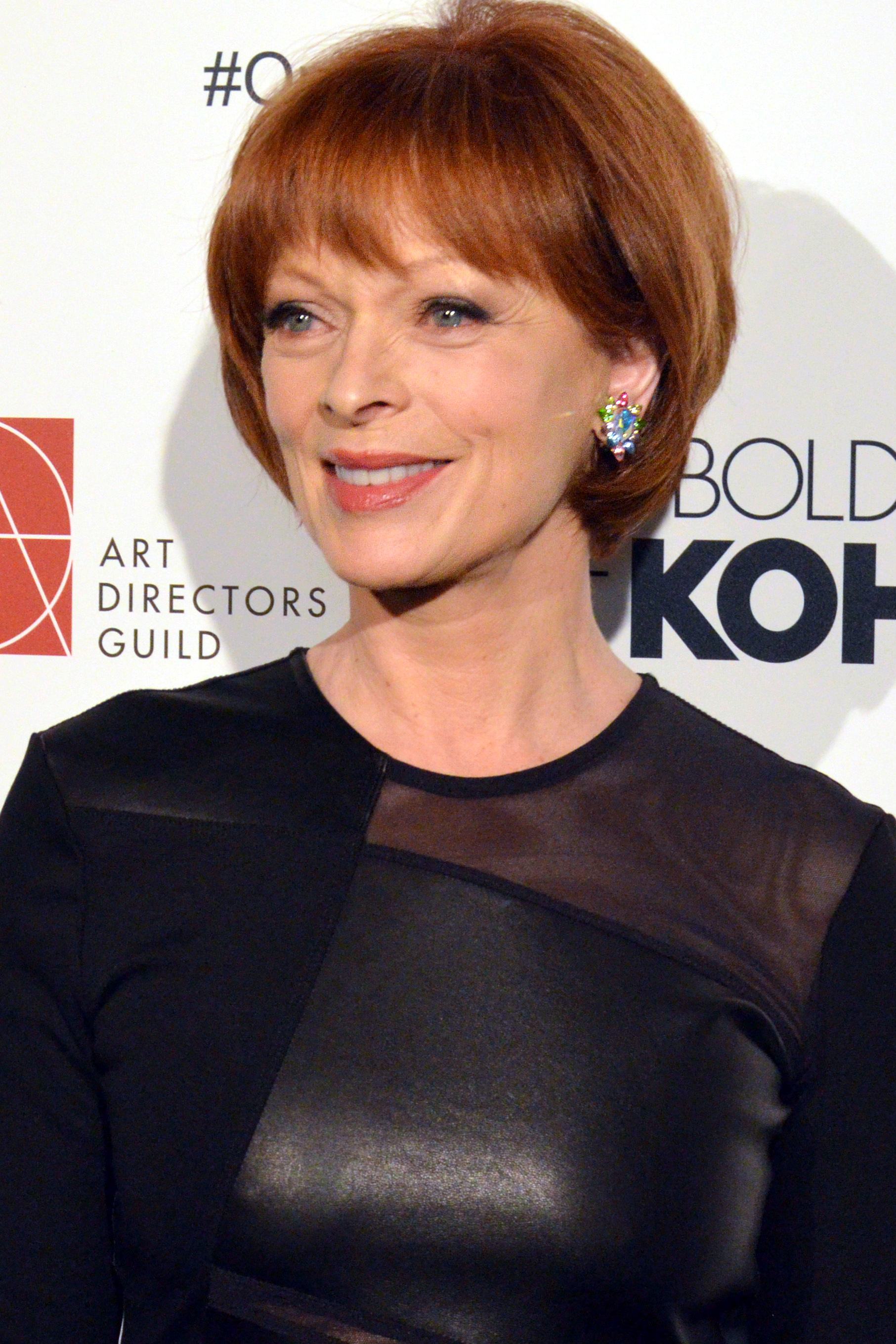
Frances Fisher (* 1952)

- Fisher, Francis (1877–1960), neuseeländischer Politiker und Tennisspieler
- Fisher, Frank (1907–1983), kanadischer Eishockeyspieler
- Fisher, Franklin (1934–2019), US-amerikanischer Wirtschaftswissenschaftler
- Fisher, Fred (1875–1942), US-amerikanischer Musikkomponist
- Fisher, Gail (1935–2000), US-amerikanische Schauspielerin
- Fisher, Gary (* 1950), US-amerikanischer Erfinder des Mountainbikes
- Fisher, Gavin (* 1964), britischer Ingenieur, Chefingenieur des Williams Formel-1-Teams
- Fisher, Geoffrey (1887–1972), Erzbischof von Canterbury
- Fisher, George, US-amerikanischer Basketballspieler und -trainer
- Fisher, George (1788–1861), US-amerikanischer Jurist und Politiker
- Fisher, George (* 1970), US-amerikanischer Death-Metal-SängerGeorge Fisher (* 1970)

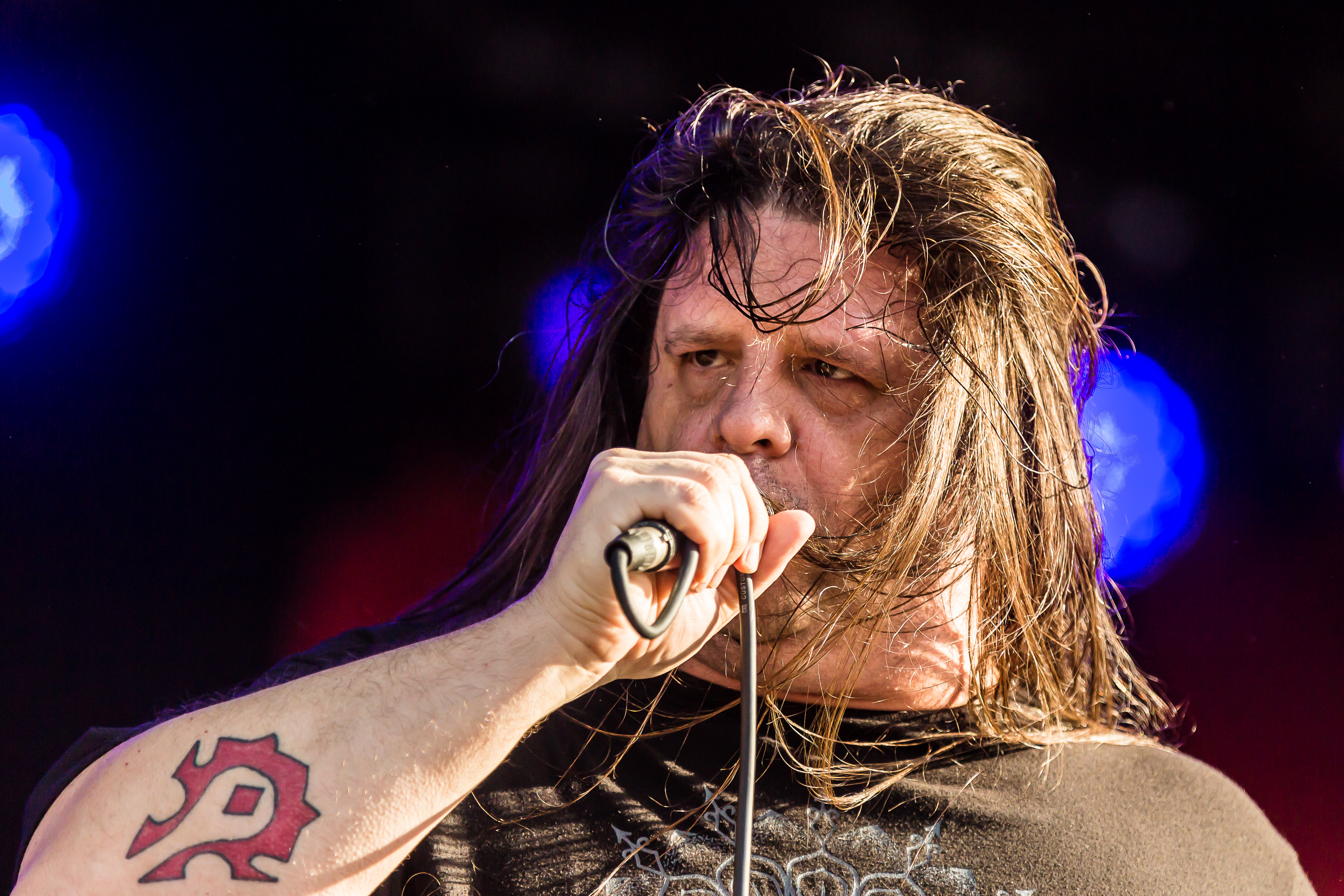
George Fisher (* 1970)

- Fisher, George P. (1817–1899), US-amerikanischer Jurist und Politiker
- Fisher, Gerry (1926–2014), britischer Kameramann
- Fisher, Glen, US-amerikanischer Jazzbassist
- Fisher, Grant (* 1997), US-amerikanischer Langstreckenläufer kanadischer Herkunft
- Fisher, Greg, britischer Spezialeffektekünstler
- Fisher, Gregor (* 1953), britischer Schauspieler und Komödiant
- Fisher, Ham (1900–1955), US-amerikanischer Comiczeichner und Karikaturist
- Fisher, Harry (1911–2003), US-amerikanischer Gewerkschafter, Friedensaktivist und Freiwilliger im spanischen Bürgerkrieg
- Fisher, Helen (1945–2024), US-amerikanische Anthropologin
- Fisher, Herbert (1865–1940), britischer Politiker, Mitglied des House of Commons und Historiker
- Fisher, Hilton (* 1966), südafrikanischer Lehrer, Beamter und Diplomat
- Fisher, Horatio Gates (1838–1890), US-amerikanischer Politiker
- Fisher, Hubert (1877–1941), US-amerikanischer Politiker
- Fisher, Hugh (* 1955), kanadischer Kanute
- Fisher, Irving (1867–1947), US-amerikanischer Ökonom
- Fisher, Isla (* 1976), australische Schauspielerin und AutorinIsla Fisher (* 1976)

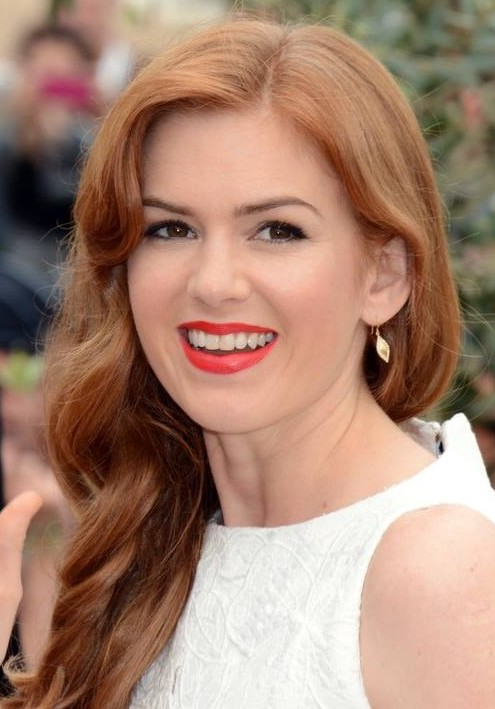
Isla Fisher (* 1976)

- Fisher, J. Richard (* 1943), US-amerikanischer Astronom
- Fisher, Jackie (1925–2022), englischer Fußballspieler
- Fisher, James (1912–1970), britischer Ornithologe, Naturforscher, Autor, Redakteur und Rundfunksprecher
- Fisher, James Hurtle (1790–1875), australischer Politiker, erster Bürgermeister von Adelaide, erster Präsident des South Australian Legislative council
- Fisher, Jasen, US-amerikanischer Schauspieler
- Fisher, Jeff (* 1958), US-amerikanischer American-Football-Trainer und -Spieler
- Fisher, Joel (* 1947), US-amerikanischer Objektkünstler, Zeichner und Bildhauer
- Fisher, Joely (* 1967), US-amerikanische Schauspielerin
- Fisher, John (1469–1535), katholischer Geistlicher in England
- Fisher, John (1806–1882), US-amerikanischer Politiker
- Fisher, John Abraham (1744–1806), englischer Violinvirtuose, Dirigent und Komponist
- Fisher, John Stuchell (1867–1940), US-amerikanischer Politiker
- Fisher, John Vavasseur, 3. Baron Fisher (1921–2012), britischer Peer und Politiker
- Fisher, John W. (* 1931), US-amerikanischer Bauingenieur
- Fisher, John, 1. Baron Fisher (1841–1920), britischer Admiral; Erster Seelord
- Fisher, Jon (* 1972), US-amerikanischer Unternehmer, Autor und Wirtschaftsexperte
- Fisher, Jordan (* 1994), US-amerikanischer Schauspieler, Sänger und Tänzer
- Fisher, Joseph L. (1914–1992), US-amerikanischer Politiker
- Fisher, Josh, amerikanischer Informatiker
- Fisher, Kathy (* 1966), US-amerikanische Sängerin
- Fisher, Kelly (* 1978), englische Poolbillard- und Snookerspielerin
- Fisher, Ken (* 1950), US-amerikanischer Investment-Analyst
- Fisher, Kenny (* 1981), US-amerikanischer Schauspieler
- Fisher, Kim (* 1969), deutsche Sängerin, Fernsehmoderatorin, Schauspielerin und AutorinKim Fisher (* 1969)

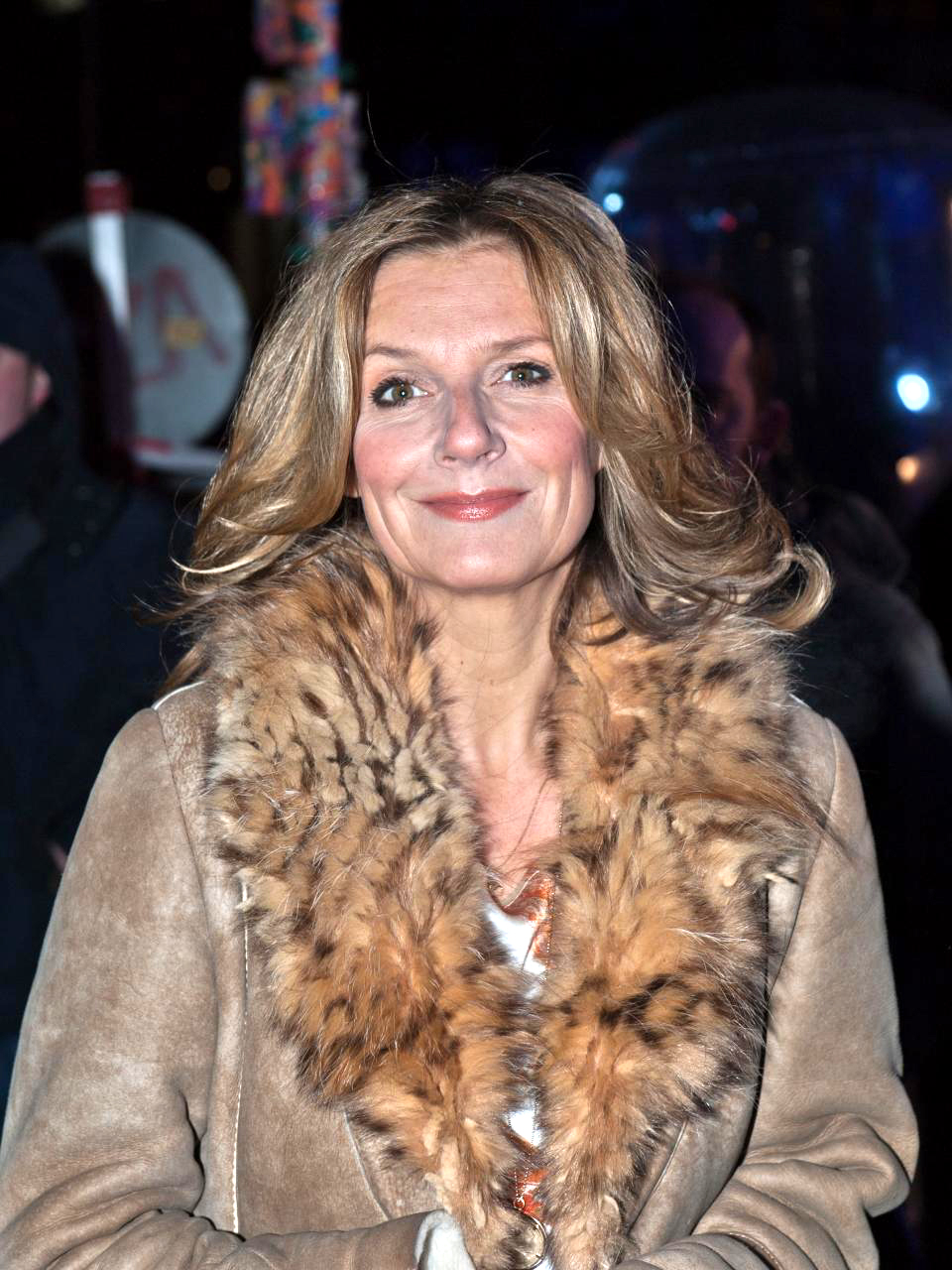
Kim Fisher (* 1969)

- Fisher, Kitty (1741–1767), britische Kurtisane
- Fisher, Kyle (* 1994), US-amerikanischer Fußballspieler
- Fisher, Lee (* 1951), US-amerikanischer Politiker
- Fisher, Leslea (* 1983), US-amerikanische Filmschauspielerin
- Fisher, Luke (* 1982), englischer Snookerspieler
- Fisher, M. F. K. (1908–1991), US-amerikanische Essayistin
- Fisher, Mandy (* 1962), englische Snookerspielerin
- Fisher, Mark (1841–1923), amerikanischer Maler
- Fisher, Mark (1895–1948), US-amerikanischer Songwriter, Sänger, Banjospieler und Bandleader
- Fisher, Mark (1947–2013), britischer Architekt
- Fisher, Mark (1968–2017), britischer Schriftsteller und TheoretikerMark Fisher (1968–2017)

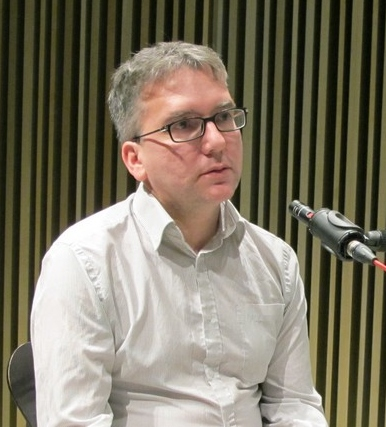
Mark Fisher (1968–2017)

- Fisher, Martin J. (* 1967), US-amerikanischer Ingenieur und sozialer Aktivist
- Fisher, Matthew (* 1946), englischer Musiker
- Fisher, Matthew P. A. (* 1960), US-amerikanischer Physiker
- Fisher, Mel (1922–1998), US-amerikanischer Schatzsucher und Tauchpionier
- Fisher, Michael E. (1931–2021), britischer, in den USA tätiger Physiker
- Fisher, Michael William (* 1958), US-amerikanischer Geistlicher, römisch-katholischer Bischof von Buffalo
- Fisher, Mick (* 1944), englischer Snookerspieler
- Fisher, Mika’ela (* 1975), deutsche Schauspielerin und Model
- Fisher, Mike (* 1943), US-amerikanischer Autorennfahrer
- Fisher, Mike (* 1980), kanadischer Eishockeyspieler
- Fisher, Miles (* 1983), US-amerikanischer Schauspieler
- Fisher, Morgan (* 1942), US-amerikanischer Filmemacher und Künstler
- Fisher, Morgan (* 1950), britischer Keyboarder
- Fisher, Morris (1890–1968), US-amerikanischer Sportschütze
- Fisher, Nicholas (* 1981), australischer Freestyle-Skisportler
- Fisher, Noel (* 1984), kanadischer SchauspielerNoel Fisher (* 1984)

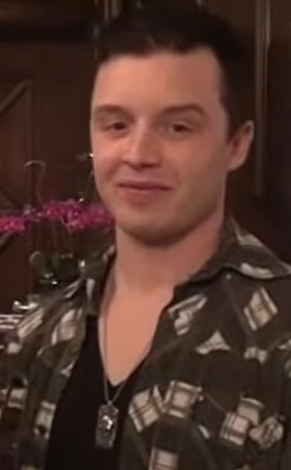
Noel Fisher (* 1984)

- Fisher, O. C. (1903–1994), US-amerikanischer Politiker
- Fisher, Osmond (1817–1914), englischer Geologe und Geophysiker
- Fisher, Owl, nichtbinäre isländische Journalistin, Filmemacherin und Trans-Aktivistin
- Fisher, Peter (1944–2012), US-amerikanischer LGBT-Aktivist und Autor
- Fisher, Philip (1907–2004), US-amerikanischer Investor
- Fisher, Ray (* 1987), US-amerikanischer SchauspielerRay Fisher (* 1987)

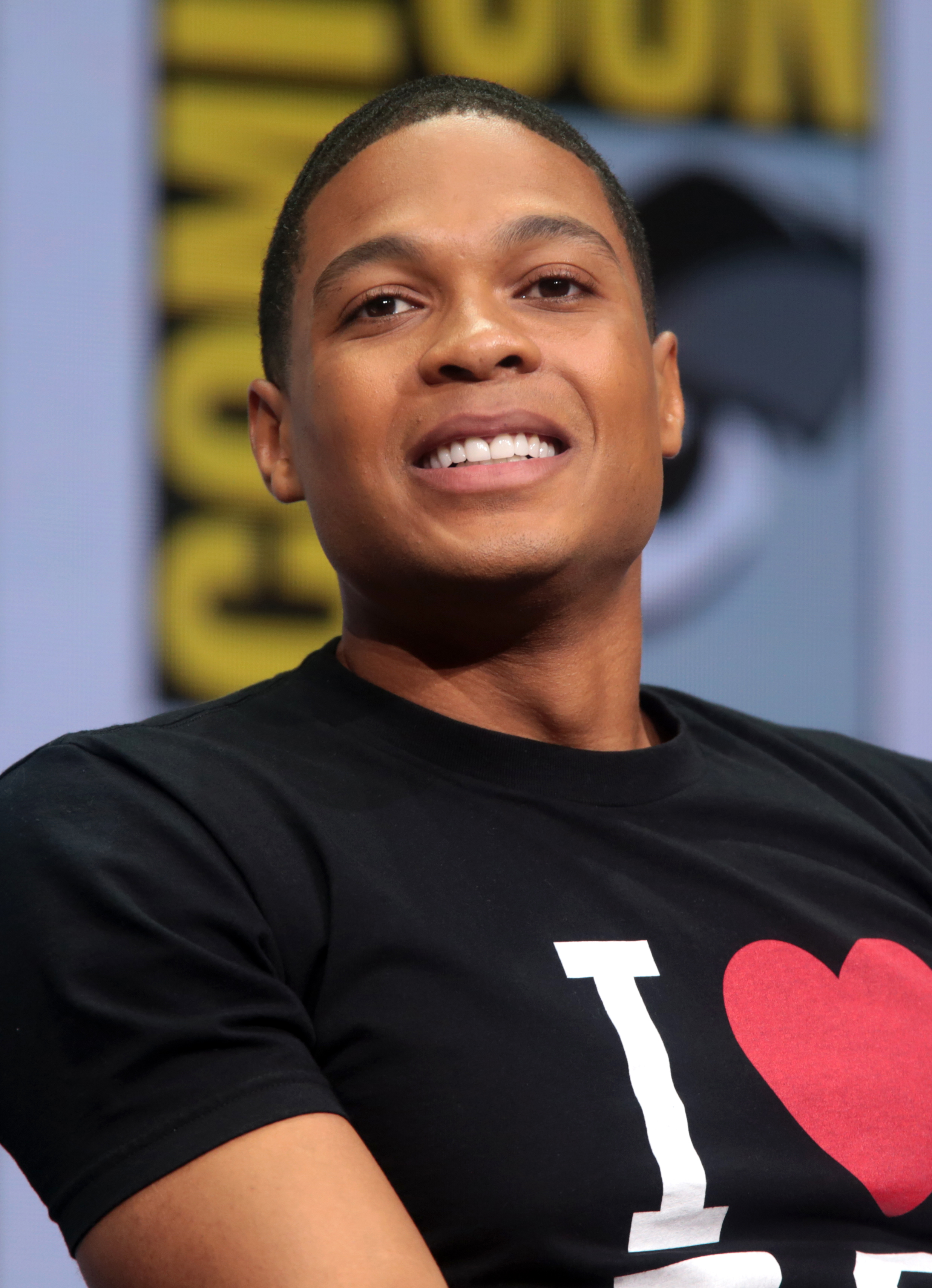
Ray Fisher (* 1987)

- Fisher, Rob († 1999), britischer Pop-Musiker, Keyboarder und Songwriter
- Fisher, Rob, britischer Seitenwagenmotorradfahrer
- Fisher, Robert (* 1959), US-amerikanischer Geistlicher, Weihbischof in Detroit
- Fisher, Robert J. (* 1954), US-amerikanischer Unternehmer
- Fisher, Roger (1922–2012), US-amerikanischer Rechtswissenschaftler, Hochschullehrer und Experte für Verhandlungstechnik
- Fisher, Ronald Aylmer (1890–1962), britischer Genetiker, Evolutionstheoretiker und Statistiker
- Fisher, Ross (* 1980), englischer Golfer
- Fisher, Salina (* 1993), neuseeländische Komponistin und Geigerin
- Fisher, Samuel, Baron Fisher of Camden (1905–1979), britischer Politiker
- Fisher, Sarah (* 1980), US-amerikanische Rennfahrerin
- Fisher, Scott (* 1967), amerikanischer Filmtechniker für Spezialeffekte und Stuntman
- Fisher, Seth (1972–2006), US-amerikanischer Comiczeichner und Spieledesigner
- Fisher, Shea (* 1988), australische Country-Sängerin
- Fisher, Sonny (1931–2005), US-amerikanischer Rockabilly-Sänger
- Fisher, Spencer O. (1843–1919), US-amerikanischer Politiker
- Fisher, Steve (1912–1980), US-amerikanischer Drehbuchautor und Schriftsteller
- Fisher, Steven (* 1982), US-amerikanischer Snowboarder
- Fisher, Susan, Gynäkologin und Reproduktionsmedizinerin an der University of California, San Francisco
- Fisher, Sydney Arthur (1850–1921), kanadischer Politiker, Unterhausabgeordneter und Bundesminister
- Fisher, Terence (1904–1980), britischer Regisseur und Filmeditor
- Fisher, Thomas L., Spezialeffektkünstler
- Fisher, Tom (* 1968), britischer Schauspieler
- Fisher, Tricia Leigh (* 1968), US-amerikanische Schauspielerin und Sängerin
- Fisher, Vardis (1895–1968), US-amerikanischer Schriftsteller
- Fisher, Walter L. (1862–1935), US-amerikanischer Politiker
- Fisher, William Arms (1861–1948), US-amerikanischer Komponist, Musikhistoriker und -verleger
- Fisher, William Frederick (* 1946), US-amerikanischer Astronaut
- Fisher, William Hayes, 1. Baron Downham (1853–1920), britischer Politiker, Abgeordneter des House of Commons und Mitglied des House of Lords
- Fisher, William Wordsworth (1875–1937), britischer Admiral
- Fisher-Black, Finn (* 2001), neuseeländischer Radrennfahrer
- Fisher-Black, Niamh (* 2000), neuseeländische RadrennfahrerinNiamh Fisher-Black (* 2000)

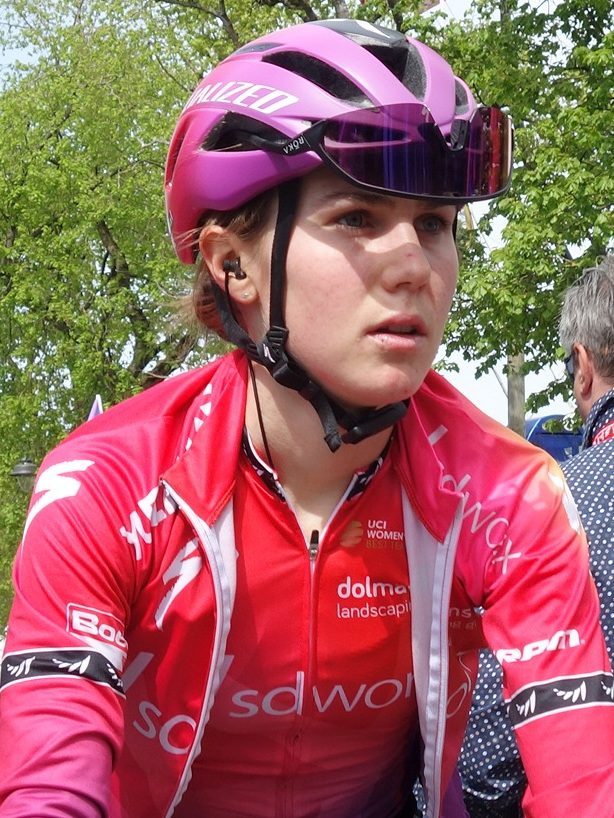
Niamh Fisher-Black (* 2000)

- Fisher-Dietzel, Lois (* 1940), deutsch-amerikanische Buchautorin

### Fishk
- Fishkin, Arnold (1919–1999), US-amerikanischer Jazzbassist
- Fishkin, James S. (* 1948), US-amerikanischer Kommunikationswissenschaftler und Politologe
- Fishkind, Larry (* 1945), amerikanischer Tuba-Spieler

### Fishl
- Fishlock, Jessica (* 1987), walisische Fußballspielerin

### Fishm
- Fishman, Gerald (* 1943), US-amerikanischer Astrophysiker
- Fishman, Jack (1930–2013), polnisch-amerikanischer Pharmakologe
- Fishman, Jay (1952–2016), US-amerikanischer Manager
- Fishman, Joshua (1926–2015), US-amerikanischer Linguist und Psychologe
- Fishman, Max (1915–1985), moldawischer Komponist, Pianist und Pädagoge
- Fishman, Michael (* 1981), US-amerikanischer Filmschauspieler
- Fishman, William J. (1921–2014), britischer Historiker

### Fisht
- Fishta, Gjergj (1871–1940), albanischer Franziskanerpater, Dichter und Übersetzer